# José Ricardo Pérez
José Ricardo Pérez (Manizales, 24 oktober 1965) is een voormalig profvoetballer uit Colombia. Hij speelde als middenvelder en beëindigde zijn carrière in 1995. Nadien werd hij trainer. Zijn bijnaam luidde Chicho.

## Clubcarrière
Pérez speelde in eigen land bij onder meer Once Caldas, Atlético Junior en Atlético Nacional. Met die laatste club won hij de Colombiaanse landstitel, de Copa Libertadores en de Copa Interamericana.

## Interlandcarrière
José Ricardo Pérez kwam in totaal zeventien keer uit voor de nationale ploeg van Colombia in de periode 1987–1993. Onder leiding van bondscoach Francisco Maturana maakte hij zijn debuut op 14 juni 1987 in het vriendschappelijke duel tegen Ecuador, dat Colombia met 3-0 verloor. Hij nam met zijn vaderland deel aan de Copa América 1987 en het WK voetbal 1990.

## Erelijst
Atlético Nacional
- Copa Libertadores

1989
- Copa Interamericana

1989
- Copa Mustang

1991